# Israel Exploration Journal
Pour les articles homonymes, voir IEJ.
Israel Exploration Journal (IEJ) est une revue scientifique publiée en anglais depuis 1951 par l'Israel Exploration Society et l'institut d'archéologie de l'université hébraïque de Jérusalem. Elle est consacrée à l'archéologie en Israël et dans les régions voisines. Elle est éditée par Shmuel Ahituv et Amihai Mazar.